# Johann Nepomuk Sepp
Johann Nepomuk Sepp (Bad Tölz, 1816. augusztus 7. – München, 1909. június 5.) bajor születésű német történész és politikus.

## Élete
Johann Nepomuk Sepp egy tímár és kelmefestő fiaként született Bad Tölzben Bajorországban. 1834-től 1836-ig és 1837-től 1839-ig Münchenben tanult filozófiát és katolikus teológiát, valamint jogot, nyelvtudományt és történelmet. 1836-ban megszakította egyetemi tanulmányait, hogy Svájcba, majd Itáliába utazzon, ezek után pedig beiratkozott a müncheni Gregorianum papneveldébe. 1939-ben megszerezte a tudományos fokozatot, és magántudósként helyezkedett el Bad Tölzben. 1844-től 1846-ig előadóként tanított a müncheni Lajos–Miksa Egyetemen.
Miután 1845-46-ban utazást tett Szíriában, Palesztinában és Egyiptomban, 1846-ban kinevezték helyettes professzornak Münchenben, de 1847-ben hét kollégájával együtt eltávolították, amiért ellenezték I. Lajos bajor király kegyencének, Lola Monteznek nemesi rangra emelését. Sepp tanítói képesítését visszavonták, és száműzték a bajor fővárosból.
1848-ban beválasztották a frankfurti parlamentbe, 1849-ben pedig a Bajor Képviselők Kamarájába. 1850-ben I. Lajos bajor király lemondása után Seppet rehabilitálták, 1850 és 1864, valamint 1864 és 1867 között pedig a történelemtudományok egyetemi docense lett Münchenben. 1861-ben megvásárolta a részben lerombolt Wessobrunn kolostort, amit akkoriban kőfejtőként használtak, hogy megmentse az utókor számára.
Sepp 1867 decemberében „személyes okokra” hivatkozva hirtelen visszavonult. 1868-ban a Zollparlamentbe jelölték, 1869-ben pedig újra beválasztották a Bajor Kamarába, ahol az 1870 és 1871 közötti válságos időszakban egyike volt a német nemzeti ügy legbefolyásosabb képviselőinek. 1872-ben az új Német Birodalom képviseletében újabb utazást vállalt Palesztinába.
Sepp magasan művelt és tehetséges publicista volt. Néha hajlamos volt a történelem eredeti és egyéni értelmezésére,
ezért kollégái tiszteletteljesen a „die umgestürzte Bücherkiste” („a felborított könyvesszekrény”) becenevet adományozták neki. Utolsó nagyobb munkája, hozzájárulása a német folklórhoz 1890-ben jelent meg: „Az ókori germánok vallása. Továbbélésük napjainkig a népmesékben, felvonulásokban és ünnepekben.” Ez egyfajta utólagos, tömörített, összehasonlító áttekintése volt egy élet során felhalmozott és feldolgozott történeti, antropológiai és vallási ismereteknek; mint munkáinak legtöbbje, ez sem örvendett újabb kiadásnak. Bajororszság mítoszairól, legendáiról szokásairól és illeméről szóló tanulmányát, az 1876-os Altbayerischer Sagenschatz-ot (Ősi bajor legendakincs) még napjainkban is gyakran idézik. Ez a munka, bár rendkívül sűrítetten és eklektikusan, Bajorország mitológiájának áttekintését kísérelte meg, irodalmi hivatkozásokkal ellátva. Sepp „Eusebius Amort der Jüngere” álnéven is publikált.
1830-as évektől Joseph Görres köréhez tartozott Münchenben. 1847-ben ő is részt vett a müncheni Akademische Tafelrunde megalapításában. Míg a Frankfurti Nemzetgyűlésben vesz részt, a Katolikus Klubhoz tartozott, 1849-től 1856-ig pedig a „Müncheni Társaság az Alkotmányos Monarchiáért és Vallásszabadságért” társaság tagja, némelykor szóvivője is volt.
Johann Nepomuk Seppet Münchenben, az Alter Südfriedhof temetőben temették el. Sírköve máig fennmaradt.
Fia, Bernhard Sepp, szintén történész volt.

## Válogatott munkái
- Das Leben Jesu Christi. Regensburg, 1842–1846, 7 Bände; 2. Auflage 1853–1862, 6 Bände
- Das Heidenthum und dessen Bedeutung für das Christenthum. Regensburg, 1853, 3 Bände
- Thaten und Lehren Jesu mit ihrer weltgeschichtlichen Beglaubigung. Schaffhausen, 1864
- Geschichte der Apostel vom Tod Jesu bis zur Zerstörung Jerusalems. 2. Auflage, Schaffhausen, 1866
- Das Hebräer-Evangelium oder die Markus- und Matthäus-Frage. Schaffhausen, 1870
- Jerusalem und das Heilige Land. Schaffhausen, 1862–1863, 2 Bände; 2. Auflage, Regensburg, 1872–1876
- Neue architektonische Studien und historisch-topographische Forschungen in Palästina. Würzburg, 1867
- Ludwig Augustus, König von Bayern. Schaffhausen, 1869
- Deutschland und der Vatikan. Staats- und Volksmännern, sowie Kirchenobern zur ernsten Erwägung. München, 1872.
- Altbayerischer Sagenschatz. München, 1876
- Görres und seine Zeitgenossen. Nördlingen, 1877
- Meerfahrt nach Tyrus zur Ausgrabung der Kathedrale mit Barbarossas Grab. Leipzig, 1879
- Ein Volk von zehn Millionen, oder der Bayernstamm. München, 1882
- Der bayrische Bauernkrieg mit den Schlachten von Sendling und Aidenbach. München
- Festschrift anläßlich der Enthüllung des Denkmals für Kaspar Winzerer (III) in Bad Tölz, 1887
- Die Religion der alten Deutschen. Ihr Fortbestand in Volkssagen, Aufzügen und Festbräuchen bis zur Gegenwart. München, 1890
- Der Schmied von Kochel. Bühnenstücke in 5 Akten, 1898
- Schmiedbalthes. Balthasar Maier im Türkenkriege und der Held in der Sendlinger Bauernschlacht. Gelegentlich der Errichtung seines Monumentes, 1900
- Festschrift zur zweiten Jahrhundertwende der Schlacht bei Sendling. München, 1905

## Bibliográfia
- Dr. Joh. Nepomuk Sepp (1816–1909). Ein Bild seines Lebens nach seinen eigenen Aufzeichnungen. 2 kötet. Regensburg 1917
- Heinrich Best and Wilhelm Weege: Biographisches Handbuch der Abgeordneten der Frankfurter Nationalversammlung 1848/49. Düsseldorf 1996, 317. sk. oldalak.
- Meyers Konversations-Lexikon. 4. kiadás 1888–1890, 14. kötet, Verlag des Bibliographischen Instituts, Leipzig and Vienna, 869 o. (onlájn verzió)
- Monika Fink-Lang: „Dem Geiste nach verpflichtet“. Die Görres-Schüler Johann Nepomuk Sepp und Michael Strodl. In: Helmut Flachenecker und Dietmar Grypa (ed.): Schule, Universität und Bildung. Festschrift für Harald Dickerhof zum 65. Geburtstag. Regensburg 2007, 243–293. o.